# Wellton
Wellton és una població dels Estats Units a l'estat d'Arizona. Segons el cens del 2007 tenia 1.905 habitants.

## Demografia
Segons el cens del 2000, Wellton tenia 1.829 habitants, 700 habitatges, i 552 famílies La densitat de població era de 281,3 habitants/km².
Dels 700 habitatges en un 25,7% hi vivien nens de menys de 18 anys, en un 69,4% hi vivien parelles casades, en un 6,1% dones solteres, i en un 21,1% no eren unitats familiars. En el 17,7% dels habitatges hi vivien persones soles el 10,7% de les quals corresponia a persones de 65 anys o més que vivien soles. El nombre mitjà de persones vivint en cada habitatge era de 2,61 i el nombre mitjà de persones que vivien en cada família era de 2,95.
Per edats la població es repartia de la següent manera: un 23,9% tenia menys de 18 anys, un 6,7% entre 18 i 24, un 17,4% entre 25 i 44, un 24% de 45 a 60 i un 28% 65 anys o més.
L'edat mediana era de 47 anys. Per cada 100 dones de 18 o més anys hi havia 96,9 homes.
La renda mediana per habitatge era de 27.045 $ i la renda mediana per família de 30.071 $. Els homes tenien una renda mediana de 27.292 $ mentre que les dones 21.250 $. La renda per capita de la població era de 13.644 $. Aproximadament el 16,1% de les famílies i el 21,3% de la població estaven per davall del llindar de pobresa.

## Poblacions més properes
El següent diagrama mostra les poblacions més properes.